# Дравці
Дравці — мікрорайон міста Ужгород в Закарпатській області, колишнє село в Україні, в Закарпатській області. Об'єднане з містом Ужгород указом Президії Верховної Ради УРСР № 1078-ІХ від 12.07.1976.

## Історія

### Давні часи
Неподалік Дравців виявлено поселення епохи палеоліту — давньої кам'яної доби (20—15 тис. років до н. е.).
Колишнє Дравецьке поселення могло бути розміщене в долині старого русла річки Ужа, яка протікала з-під Горян через Радванку і Болотину на Дравці і Баранинці (лише в 1684 році Уж увійшов у сучасне річище). Ще й тепер у Дравцях є потічок, який ділить село на дві частини. Існує версія про походження назви села від слова «драти» — бо цигани крали з кошар баранів, а біля потоку їх «драли». Є й інше пояснення назви села — від угорського слова «daryc», що позначає вид грубого полотна з овечої вовни. У період входження Закарпаття до складу Угорського королівства (Х ст.) село мало назву Унгдароц (Ungdaryc).

### До XX століття
В історичних документах село Дравці вперше згадується 1427 року, за іншими документами у 1220 році. Воно належало до володінь графів Другетів.
У ХІХ столітті власником Дравців був поміщик — граф Варені. В районі сучасної школи містилися його маєток, вівчарня і палинчарня. Мав граф крутий характер, і про нього залишилася недобра слава. У середині ХІХ століття угорський дослідник Елек Фийнєш уклав географічний словник Угорщини, в якому знаходимо відомості і про населені пункти Закарпаття, в тому числі про Дравці. Зазначається, що це руське село в комітаті Унг, у якому в той час проживало 48 римо-католиків, 512 греко-католиків, 14 юдеїв. Село мало парохіальну церкву, виноградну гору, а землевласником була державна скарбниця. У 1880 році угорською владою був проведений перепис населення. На той час у Дравцях проживало 998 мешканців, з них 137 римо-католиків, 716 греко-католиків, 2 євангелісти, 18 реформатів, 125 юдеїв. У 1910 році з 1103 мешканців Дравців 126 були римо-католиками, 867 — греко-католиками, 3 — євангелістами, 10 — реформатами, 97 — юдеями.
Однією з пам'яток Дравців є церква Різдва Пресвятої Богородиці. Цю традиційну однонавну споруду добрих пропорцій з бічними апсидами та вежею над входом можна вважати однією з найдавніших мурованих греко-католицьких церков Ужгородщини. Збереглася згадка про стару дерев'яну церкву села, яка згоріла у XVIII столітті. Її спорудження датується 1737 роком; від 1775 року в ній велися метрики (записи про хрещення, вінчання і похорони). Нову церкву збудували в 1806 році. Церква має три дзвони. Неподалік храму є старе кладовище, а також колишня церковна фара.

### Початок XX століття
За переписом 1921 року, в період входження Закарпаття до складу Чехословацької республіки, у Дравцях мешкало 1187 осіб, з яких 204 були римо-католиками, 870 — греко-католиками, 2 — православними, 10 — реформатами, 92 — юдеями, 9 — іншими. Відповідно до перепису 1930 року в селі було 1210 мешканців, з них 130 римо-католиків, 998 греко-католиків, 5 євангелістів, 3 реформати, 54 юдеї та 20 інших. Останній перепис дорадянських часів — 1941 року — повідомляє такі дані: з 1167 мешканців 122 були римо-католиками, 986 — греко-католиками, 1 — євангелістом, 4 — реформатами, 54 — юдеями.
У 20—30-х роках ХХ століття в селі діяли дві просвітницькі організації: «Просвіта», яка була більш активною, і Товариство ім. О. Духновича — його активістом був уродженець села Василь Шкодоба (1908 року народження). Осередок «Просвіти» заснували в 1922 році дяк Андрій Товт, Іван Мигалина, Емеріх Штефко, Михайло Небесник і Микола Гойдра. У березні 1939 року на Красному Полі в обороні Карпатської України загинув просвітянин і січовик, семінарист, уродженець Дравець Іван Андрейчик.
У 1938 році, згідно з Мюнхенською угодою, Дравці були включені до складу хортистської Угорщини. У переліку населених пунктів Угорщини за 1939 рік знаходимо відомості про село Дравці. У той час Дравці мали 1854 кадастрових гольди землі, 224 будинки, 1186 мешканців. Головним нотарем села був Дєрдь Арваї, збирачем податків — Іштван Лігаї, старостою — Янош Комік, греко-католицьким священиком — отець Стефан Пайкоші, вчителями початкової школи — Юлій Іванчо й Анна Копа. Був і дитячий садок, де вихователями працювали Ілона Сулінчак та Анна Пазуханич. Цікавими є дані про землевласників села, а саме: Іван Андрейчик мав 18 гольдів землі, його син — теж Іван Андрейчик — 20 гольдів, Іван Артіновський — 13, Павло Артіновський і його дружина — 16, Йосиф Бек — 15, Іван Ченгер — 14, Михайло Гондорчин — 15, Іван Гусинка — 16, Йосип Гусинка — 11, Андрій Кулін — 20, Юрій Мацко — 13, Іван Матій — 20, Михайло Небесник — 15, Іван Пайкош — 13, Андрій Січак — 12, Михайло Січак — 12, Йосип Школода — 12, Іван Товт і дружина — 34, Андрій Васко — 14, Павло Васко — 13, Михайло Жменяк — 17, Павло Жменяк — 16 (1 гольд дорівнював 0,432 га, а кадастровий — 0,576 га). Були в селі ремісники: Густав Горват — столяр; Петер Сірмі — слюсар; Антал Сірмаї і Ференц Барань — бондарі; Дєрдь Дючо і Янош Келечень — ковалі; Самуїл Якубович — чоботар; був м'ясник — Арон Кеслер, візник — Вільмош Срулович, перукар — Ференц Копі. У 1939 році в селі заснували споживчу кооперативну спілку і магазин «Гандя», головою спілки був Юрій Ладика.

### Перша і Друга світові війни
У роки світових воєн дравцівчан не оминула трагічна доля. У період Першої світової війни до австро-угорського війська було мобілізовано зі села 34 чоловіків, під час Другої світової — 32 чоловіків. На фронтах війни загинули Вікентій Курляк, Павло Микович, Вікентій Товт, Іван Сільваші, Павло Гусинко, Юрій Мигалина, Павло Дюгов, Михайло Рогаль. У 1939—1940 рр. до Радянського Союзу втекли Емеріх Шандор (загинув у тюрмі міста Стрия), Петро Гаврило, Михайло Голич, Петро Андрейчик, який став бійцем Чехословацького корпусу генерала Людвіга Свободи. Гірка доля спіткала євреїв села, яких 20 травня 1944 року депортували до німецьких концентраційних таборів Освенцима і Майданека.
У 1926—1927 роках відбулося перше оновлення храму — при настоятелі Степанові Пайкоші, кураторах Михайлові Жменяку, Адрієві Січаку, Іванові Ваську і дякові Адрієві Товті. Дах покрили оцинкованою бляхою, склепіння укріпили бетонними стяжками. У 1935 році майстром С. Чеканом були збудовані бетонні хори. Художнє оформлення здійснив чеський художник Клімек. Різьблення виконував різьбяр Л. Гелфер з Бардейова (Словаччина). Було встановлено два бічних престоли; на стінах відтворено 14 стацій Хресної Дороги Ісуса Христа. Було закуплено кіот за 7500 чеських корон. У 1990 році храм знову оновили, а в 1993 році художники Йосип Пал та Іван Дідик освіжили старі розписи.
26 жовтня 1944 року в Дравці вступили радянські війська. Почалася нова «ера» — режим тоталітарної радянської влади. На першому з'їзді Народних комітетів Закарпатської України делегатами були дравцівчани Михайло Небесник і Степан Товбіяш. До приєднання Дравців до Баранинців головами села були П. Гончар, В. Пашко, М. Жменяк. Встановлення колгоспної системи позбавило колишніх землевласників їхніх землеволодінь, реманенту і т. ін. Був створений колгосп ім. Т. Г. Шевченка. Першим головою колгоспу став Михайло Небесник, який у дорадянський час був заможним селянином, мав свою молотарку, на нього працювало 16 кріпаків. Згодом місцевий колгосп було приєднано до Баранинців, а потім — до Коритнян.
У 1976 році село Дравці було приєднано до Ужгорода в статусі мікрорайону, а ужгородську вулицю Дравецьку, яка вела в село, перейменували на вулицю Ю. Гагаріна. На колишніх дравецьких землях виросли нові міські будинки та різні організації.

### Церковні громади
З переліку парафій Мукачівської греко-католицької єпархії довідуємося про настоятелів храму, починаючи від XVIII століття. Так у 1775—1788 роках настоятелем церкви був отець Михайло Гуменович; у 1789—1790 рр. — о. Іван Теодорович; у 1890—1829 рр. — о. Іван Негребецький (ст.); у 1829—1857 рр. — о. Михайло Кечковський; у 1857—1858 рр. — о. Олександр Вашкович; у 1858—1868 рр. — о. Іван Бокшай; у 1868—1873 рр. — о. Іван Данилович; у 1873 р. — о. Іван Бованкович; у 1874 р. — о. Стефан Штефуровський; у 1874—1886 рр. — о. Олександр Стецьович; у 1886 р. — о. Петро Чурго; о. Микола Стецьович виконував обов'язки пароха у 1886—1887 рр.; 20 років (1887—1917) парохом був о. Дмитро Меллеш; у 1917—1919 рр. і в 1926—1949 рр. настоятелем був о. Стефан Пайкоші; у 1919—1926 рр. парохом був о. Павло Яцкович. З того ж переліку дізнаємося і про помічних священиків — капланів: отців Івана Негребецького, Антала Желтвая, Константина Пузу, др. Юлія Варгу. Греко-католицькими священиками стали уродженці Дравець Іван Панькевич, Богдан Лейзу і Владислав Завадський.
У Дравцях була церковно-парафіяльна школа, яка за чеських часів стала державною. У селі маєток мали сестри Чину Святого Василія Великого. На території села встановлено шість Хрестів Господніх.
Після ліквідації Мукачівської греко-католицької єпархії храм Різдва Пресвятої Богородиці був переданий радянською владою в користування православній громаді села. Духовні потреби вірників задовольняли православні священики отці Іван Данко, Дмитро Щока, Василь Самош.
У 1990 році відродилася греко-католицька громада Дравців, і з того часу настоятелем храму є митрофорний протоієрей отець Михайло Баник. При парафії діє Християнський Католицький молодіжний центр «Сіль землі». 14 квітня 1991 року в повернутій єпархії церкві Різдва Пресвятої Богородиці першу Архієрейську Літургію відправив владика Іван Семедій у співслужінні з отцями Михайлом Баником, Юрієм Довганинцем, Василем Вайдуличем, Юрієм Федакою, Іваном Лелекачем, у супроводі хору Сторожницького храму під керуванням Івана Ладики. У тому ж 1991 році ще одну Архієрейську Літургію в храмі відправив Йосиф Головач. 12 вересня 1993 року в церкві була відправлена єпископом Іваном Маргітичем третя Архієрейська Літургія. У 1996 році Архієрейську Службу Божу в храмі відправив єпископ-ординарій Мукачівської греко-католицької єпархії владика Іван Семедій.
Вагомою подією в житті вірників Дравців, і не тільки Дравців, було освячення придорожньої каплиці Божої Матері єпископом Іваном Семедієм у співслужінні з 20-ма духовними отцями, в присутності семи тисяч вірників. Дві вулиці Дравців названі на честь священиків — отців Юрія Жатковича та Елемира Ортутая. У грудні 1996 року в Дравцях був відкритий і освячений отцем Михайлом Баником новий цвинтар. На всіх цвинтарях встановлені Хрести Господні, за ними здійснюється нагляд, наводиться порядок.
Урочисто відзначили ювілей храму Різдва Пресвятої Богородиці вірники Дравців і Ужгородщини у 2006 р. — 200-річчя церкви. Архієрейську Службу Божу відправив єпископ Мілан у співслужінні з багатьма вівтарними братами. З цієї нагоди присутні мали можливість ознайомитися з історією села і церкви — про це розповідали встановлені стенди і видана до ювілею книжечка «Дравці» (автори — Е. Васько, О. Пайкош, П. Васько, отець М. Баник).

### Уродженці
Уродженцями Дравець були:
- Отець Іштван Ортутай (1894 року народження), який у 1925 році був настоятелем місцевого храму, деякий час був головою сільського споживчого товариства, володів 24 кадастр. гольдами землі.
- Андрій Товт (народився у 1827 році) — місцевий півцеучитель, член сільської управи; добрий торговець Бернат Глянц (1872 р. н.).
- Янош Товт (1888 р. н.), який у 1918 році виїхав на заробітки в Америку, але часто повертався у рідне село.
- Греко-католицький священик Стефан Пайкоші (1890 р. н.) — член Консисторії Мукачівської греко-католицької єпархії;
- Отець Юрій Калман Жаткович (1855—1920) — письменник, історик і культурний діяч краю.